# Racing Club de Strasbourg 1981-1982
Questa voce raccoglie le informazioni riguardanti il Racing Club de Strasbourg nelle competizioni ufficiali della stagione 1981-1982.

## Organigramma societario
Area direttiva
- Presidente: André Bord
- Vice presidenti: Gérard Schmaltz

Area marketing
- Ufficio marketing: Patrice Harquel

Area organizzativa
- Segretario generale: Jean-Michel Colin

Area tecnica
- Allenatore: Raymond Hild, dal 22 novembre Roger Lemerre

Area sanitaria
- Medico sociale: Dany Eberhardt

## Maglie e sponsor
Lo sponsor tecnico per la stagione 1981-1982 è Adidas, mentre lo sponsor ufficiale è Samda Assurances.
| Manica sinistra · Manica sinistra · Maglietta · Maglietta · Manica destra · Manica destra · Pantaloncini · Calzettoni · Calzettoni | Manica sinistra · Manica sinistra · Maglietta · Maglietta · Manica destra · Manica destra · Pantaloncini · Calzettoni · Calzettoni |